# L'alba (Nathalie)
L'alba è il singolo di debutto della cantautrice italiana Nathalie, pubblicato dalla Helikonia Edizioni nel febbraio 2006.

## Il brano
La cantautrice con il brano vince la sesta edizione del MArteLive di Roma. Come premio per la vittoria, dello stesso brano viene realizzato un videoclip, ispirato al romanzo Le avventure di Alice nel Paese delle Meraviglie Il brano, successivamente nel 2009 viene inserito nella compilation della Rai Trade The Best of Demo, Vol. 5.

## Tracce
Download digitale
1. L'alba – 4:31 (Nathalie)

## Video musicale
Il videoclip, che vanta la regia di Carlo Roberti, è ambientato in un bosco di Velletri, nella Città metropolitana di Roma Capitale. Nel video si vede Nathalie ed un criceto e un'alternanza di immagini tra il bosco e un luogo buio. Il videoclip viene presentato dalla cantante il 14 dicembre 2006 a Roma: immagini appartenenti al mondo dei sogni vengono dislocate tra l'alienazione urbana e la natura fiabesca, come in un gioco di rievocazione e rivisitazione; prendendo spunto da Le avventure di Alice nel Paese delle Meraviglie.